# 视觉系统
视觉系统（英語：visual system）包括感觉器官（眼睛）和中枢神经系统的一部分（视网膜，视神经，视束和视觉皮层），其赋予机体视觉以及使几种非图像的光反应功能得以形成。
视觉系统是神经系统的一个组成部分，它使生物体具有了视知觉能力，其使用可见光信息构筑机体对周围世界的感知。视觉系统具有将外部世界的二维投射重构为三维世界的能力。需要注意的是，不同物种所能感知的可见光处于光谱中的不同位置。例如，有些物种可以看到紫外部分，而另一些则可以看到红外部分。
本条目主要介绍哺乳动物的视觉系统，其他很多“高等”动物也具有与之类似的视觉系统。
哺乳动物的视觉系统包括：
- 眼，特别是视网膜
- 视神经
- 视交叉
- 视束
- 外侧膝状体
- 视辐射
- 视皮层
- MT区

## 眼
眼是一个复杂的生物设备。眼的功能就像一个CCD相机一样，使得可见光转换为一系列可被神经传递的信息。
进入眼球的光线首先被角膜折射。然后通过瞳孔（由虹膜控制其大小），再由水晶體进一步折射。水晶體使光线发生翻转，并将图像投射至视网膜。

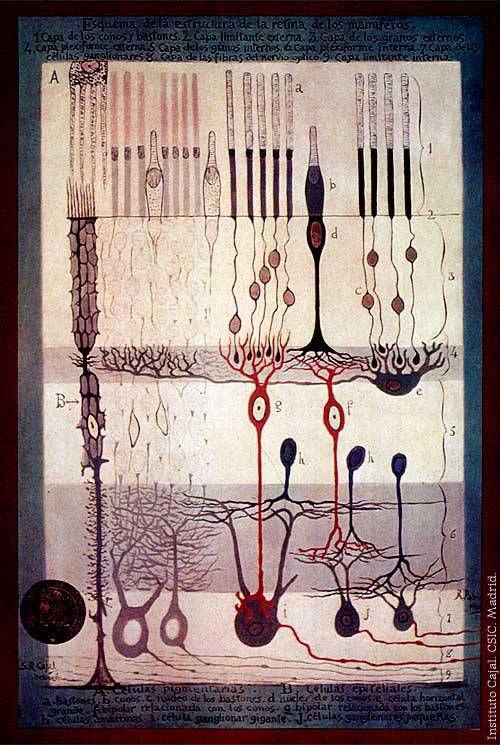
哺乳动物的视觉系统的繪圖，桑地牙哥·拉蒙卡哈繪於1900年左右。

## 视网膜
视网膜包含大量的光感受器细胞，这些细胞中含有一种称为视蛋白的蛋白分子。人类有两种视蛋白，视杆视蛋白和视锥视蛋白。视蛋白吸收光子（光粒子）后通过信号传导通路将信号传递给细胞，导致光感受器细胞超极化。
视杆细胞和视锥细胞具有不同的功能。视杆细胞主要存在于视网膜的周边部分，用于在光线很弱的情况下视物。视锥细胞则主要存在于视网膜的中心（或称为中央凹）。根据吸收光线波长的不同可以将视锥细胞分为三类，称为短/蓝、中/绿、长/红视锥细胞。视锥细胞主要用于在正常光强条件下辨别颜色及其他视觉信息。
在视网膜中，光感受器细胞突触直接与双极细胞相连，双极细胞突触则与最外层的节细胞相连，节细胞将动作电位传递到大脑。大量的视觉处理过程在这样的一个视网膜神经元连接结构中完成。大约有1亿3千万个光感受器接受光信号，然后通过大约120万个节细胞轴突将信息从视网膜传递到大脑。视网膜的处理过程包括形成双极细胞及节细胞的中心-周边感受野，以及从光感受器到双极细胞的信息汇聚和发散。视网膜中的其他细胞，特别是水平细胞和无长突细胞进行侧向信息传递（从某神经元传递到同层临近的神经元）形成了更加复杂的感受野，例如对运动敏感而对颜色不敏感的感受野或者对颜色敏感而对运动不敏感的感受野。
所有这些处理过程的结果由五种不同的节细胞传递到大脑：
1. M细胞：有大的中心-周边感受野，对深度敏感，对颜色不敏感，对刺激迅速发生适应
2. P细胞，有小的中心-周边感受野，对颜色和形状敏感
3. K细胞，只有非常大的中心感受野，对颜色敏感，对外形和深度不敏感
4. 一種具有内在的光敏性
5. 最后一种细胞用于眼动[2]

## 视神经

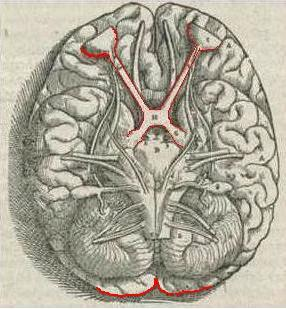
信息由眼开始，在视交叉发生交汇，视束中包含有左眼及右眼的信息，外膝体中左右眼的刺激信息分层存在，V1在图片底部由红色标出。
(1543 image from Andreas Vesalius' Fabrica)

图像信息沿着视神经由眼传递到大脑。人类的视神经直接与大脑相连，而不经过髓质中的其他连接；这使得处理复杂信息时的速度要比经过其他髓质连接快。
视网膜中不同类型的节细胞都通过视神经将信息传递到大脑。视神经中有大约90%的轴突到达視丘側膝狀核（LGN）。这些轴突来自于视网膜M、P和K细胞。这些并行的处理过程对于重构视觉世界是非常重要的，不同的信息将会通过不同的途径被感知。光敏感性节细胞将信息传递到前顶盖用于调节昼夜节律，而最后一种节细胞则将信息同时传递到前顶盖和上丘脑用于控制眼动。

## 视交叉
来自不同眼球的视神经在视交叉发生交汇。视交叉位于大脑额叶的底部。来自于双眼的信息在这一点进行交汇并根据视野进行划分。右侧及左侧视野的信息被分别传递到对侧（左侧和右侧）的大脑半球进行处理。因此我们可以想象右侧大脑会对左眼图像发生反应，而左侧大脑最会对来自于右眼的图像发生反应。事实上右侧大脑处理左侧视野的信息，而左半大脑处理右侧视野的信息（需要注意的是右眼实际上也感知部分左侧视野，反过来也是一样的）。

## 视束
来自于右侧视野的信息（现在处于左侧大脑半球）在左视束中进行传递。来自于左侧视野的信息在右视束中进行传递。两侧的视束都终止于丘脑的外侧膝状体核（LGN）。

## 外侧膝状体核

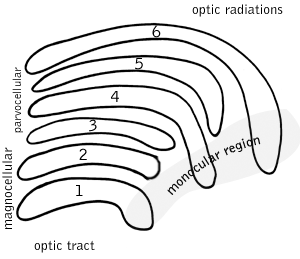
LGN內有6層，對應著節細胞

外侧膝状体核（LGN）是丘脑的一个感觉中继核团。人类和其他起源于catarhinians、includind cercopithecidae和apes的灵长类动物的LGN有六层。其中第1、4、6层接收一只眼的信息而第2、3、5层接收另一只眼的信息。第1层中包含M细胞，对应于视束中对侧眼的M（大）细胞，与深度或运动视觉有关。第4和6层也与对侧眼相连，但是是与视束中P细胞（颜色与边界）形成连接。与之相对应的是第2、3、5层与视束中来自于同侧眼的M细胞和P（小）细胞相连。LGN的六层结构与信用卡类似，但是厚度有信用卡的三倍，它向上卷起形成两个椭球面，大小和外形类似于两个小鸟蛋。在六层之间的是一些更小的细胞，它们接收来自于视网膜K细胞（颜色）的信息。LGN神经元将视觉信息传递到初级视皮层（V1），初级视皮层位于大脑的后部枕叶区临近距状沟。

## 视辐射
视辐射将信息由外侧膝状体核传递到视皮层第4层。LGN的P层神经元传递到V1的4C β层。LGN的K层神经元传递到V1第2、3层中称为blob的大细胞。
在V1的这个点上图像信息是直接向前传递的，而在视皮层中则有很多的相交连接。

## 视皮层

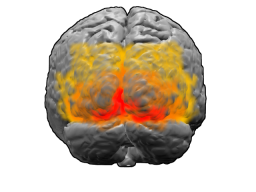
视皮层：V1，V2，V3，V4，V5（也称为MT）

视皮层是人类大脑中很大的一块区域，它负责视觉信息的高级处理过程。视皮层位于大脑的后部（图中的高亮部分），小脑的上方。通过活动分析可以研究皮层不同层间以及皮层与丘脑、小脑、海马及皮层不同区域间的内部连接。当前我们所了解的知识大多来自于大脑皮层区域受伤的病人，通过对其大脑剩余认知功能的研究而获得。
视觉皮层坐落于枕叶的距状裂周围，是一种典型的感觉型粒状皮层（Koniocortex cortex）。它的输入主要来自于丘脑的外侧膝状体。初级视皮层（V1）的输出信息出送到两个渠道，分别成为背侧流（Dorsal stream）和腹侧流（Ventral stream）。
- 背侧流起始于V1，通过V2，进入背内侧区和中颞区（MT，亦称V5），然后抵达顶下小叶。背侧流常被称为“空间通路”（Where/How pathway），参与处理物体的空间位置信息以及相关的运动控制，例如眼跳（saccade）和伸取（Reaching）。
- 腹侧流起始于V1，依次通过V2，V4，进入下颞叶（Inferior temporal lobe）。该通路常被称为“内容通路”（Who/What pathway），参与物体识别，例如面孔识别。该通路也于长期记忆有关。

## 引用來源
1. 1 2  Nave, R. . HyperPhysics.   [2014-11-13]. （原始内容存档于2019-10-14）.
2. ↑  Tovée 2008
3. ↑  Turner, Howard R. . . Austin: University of Texas Press. 1997: 197. ISBN 978-0-292-78149-8. OCLC 440896281.
4. ↑  Vesalius 1543
5. ↑  Sundsten, John W.; Nolte, John. . St. Louis: Mosby. 2001: 410–447. ISBN 978-0-323-01320-8. OCLC 47892833.